# Rudolf von Gneist
Heinrich Rudolf Hermann Friedrich von Gneist (13. august 1816 i Berlin – 22. juli 1895) var en tysk jurist og politiker.
Gneist ansattes 1836 ved kammerretten i Berlin, blev Dr. jur. 1838, 1839 tillige privatdocent i Berlin, 1844 ekstraordinær professor, 1846—50 hjælpedommer ved overtribunalet, 1858 ordentlig professor, 1875 tillige dommer ved overforvaltningsretten. 1848 trådte von Gneist ind i Berlins borgerrepræsentation, fra 1858-93 var han medlem af det preussiske underhus, tillige 1868—84 af rigsdagen, 1884 af statsrådet.
Som jurist udgik von Gneist fra den historiske skole. Hans første skrifter omhandlede romerretten: Die Formellen Verträge des neueren romischen Obligationenrechts in Vergleichung mit den Geschäftsformen des griechischen Rechts (1845) og andre. Hans forelæsninger angik i lange Tider Pandekt- og Strafferet, Civil- og Straffeproces.
Med sit skrift Die Bildung der Geschworenengerichte in Deutschland (1849), fremkaldt ved overvejelser om processuelle reformer i Tyskland og studiet af fransk, engelsk og belgisk retsvæsen, gjorde han overgangen til sit livs egentlige hovedarbejde, studiet af den engelske forfatnings- og forvaltningsret, et arbejde, der skaffede ham rig påskønnelse i England og i Tyskland gav ham en overordentlig indflydelse ikke alene som statsretsteoretiker; men også på udviklingen af den administrative lovgivning.
Foruden i mindre skrifter — Adel und Ritterschaft in England (1853) — granskede han det engelske selfgovernment i det berømte Das heutige englische Verfassungs- und Verwaltungsrecht (I. 1857, II. 1860, 3. oplag af I. i to bind under noget andet titel 1871, af II. i to bind 1884), hvortil sluttede sig Englische Verfassungsgeschichte (1882) og Das englische Parlament in tausendjährigen Wandlungen vom 9. bis zum Ende des 19. Jahrhunderts (2. oplag 1886) og en række afhandlinger og lignende.
Bro mellem sine engelske studier og sit arbejde for hjemlandets ret slog han i værker som Budget und Gesetz nach dem konstitutionellen Staatsrecht Englands mit Rücksicht auf die deutsche Reichsverfassung (1867) og særlig det betydningsfulde Verwaltung Justiz Rechtsweg Staatsverwaltung und Selbstverwaltung nach englischen und deutschen Verhältnissen mit besonderer Riicksicht auf Verwaltungsreformen und Kreis-Ordnungen in Preussen (1869) og Der Rechtsstaat (1872, 2. oplag med noget anden titel).
Den preussiske kredsordning af 13. december 1872, oprettelsen af den preussiske overforvaltningsret og andre blev den praktiske virkeliggørelse af von Gneists ideer. "Selvforvaltning" og "retsstat" var von Gneists ledende tanker, udviklet ved studiet af Hegel og Lorenz von Stein. For domstolenes uafhængighed, for advokaturens frihed, for folkeskolens selvstyre trådte han altid ivrig i skranken — Die konfessionelle Schule. Ihre Unzulässigkeit nach preussischen Landesgesetzen und die Notwendigkeit eines Verwaltungsgerichtshofes (1869), Freie Advocatur. Die erste Forderung aller Justitzreform (1867) og flere andre.
Ogsaa med finansielle og skattespørgsmål, kirke- og socialpolitiske problemer syslede von Gneist, og hans utrættelige pen var også litterært virksom på disse felter — Gesetz und Budget. Constitutionelle Streitfragen aus der preussischen Ministerkrisis vom März 1878 (1879), Die Preussische Finanzreform durch Regulierung der Gemeindesteuern (1881), Die nationale Rechtsidee von den Standen und das preussische Dreiklassenwahlsystem (1894) og andre.
I den tyske juristverden indtog Gneist en af hæderspladserne — i en lang årrække for eksempel præsident for juristmøderne — og også uden for Tyskland regnedes han blandt tidens største navne; det
fremadstræbende Japan henvendte sig til ham om statsretlig hjælp. Han var en af stifterne af Foreningen for Socialpolitik, interesserede sig varmt for forbedring af arbejdernes kår, var
således medudgiver af tidsskriftet Der Arbeiterfreund og andre.
Som politiker tilhørte von Gneist det nationalliberale parti og delte dettes politiske skæbne, snart i opposition, snart i tilslutning til regeringen. Han optrådte for socialistloven blandt andet i Das Reichsgesetz gegen die gemeingefährlichen Bestrebungen der Sozialdemokratie staatsrechtlich erörtert (2. udgave 1878). Kronprins Friedrich Wilhelm valgte von Gneist til lærer for den senere kejser Wilhelm II.